# Île Yttygran
L'île Yttgran est une île située au sud de la péninsule tchouktche en Sibérie. Elle dépend administrativement du district autonome de Tchoukotka. Le site archéologique l'Allée des baleines se trouve sur l'île.

## Géographie et climat
L'île Yttygran se situe au sud est de la péninsule tchouktche, à l'extrême est de la Sibérie. Au nord de l'île se trouve l'île Arakamchechen, dont elle est séparée par le Détroit Yiergyn. L'île Yttygran est séparée de la péninsule à l'ouest et au sud par le détroit Seniavine.
La mer de Béring se trouve à l'est de l'île Yttygran.
Les températures observées sur l'île Yttygran sont froides : le maximum est d'environ 5 degrés celsius.

## Faune et flore

### Faune ornithologique
Une étude ornithologique a montré en 1998 que plusieurs espèces d'oiseaux marins nichaient et occupaient différentes zones de l'île Yttygran. Trois espèces étaient distribuaient sur la quasi-totalité de l'île : des macareux cornus, des guillemots colombins et des cormorans pélagiques. Des goélands bourgmestres et argentés, des guillemots de Troïl et de Brünnich, des mouettes tridactyles et des macareux huppés étaient également présents mais avec une occupation moins étendue.

## Patrimoine
Le site archéologique l'Allée des baleines se situe sur l'île Yttygran. Découvert au milieu des années 1970 par des expéditions polaires soviétiques, le site est une longue allée d'un peu plus de 550 mètres délimitée par des ossements de baleines. Des formations regroupant des ossements de baleines et des rochers sont également disposées à intervalles réguliers sur le site.

Photographies de l'allée des baleines.
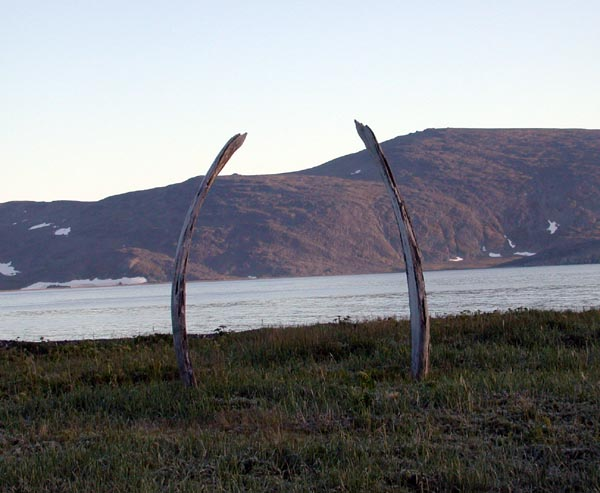
Côtes de baleines de l'Allée des Baleines
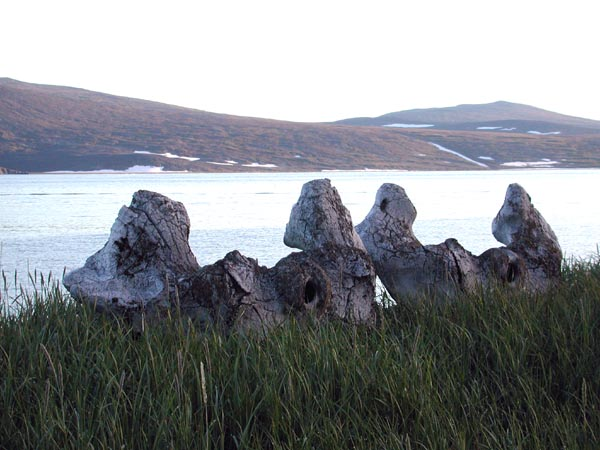
Os de baleine
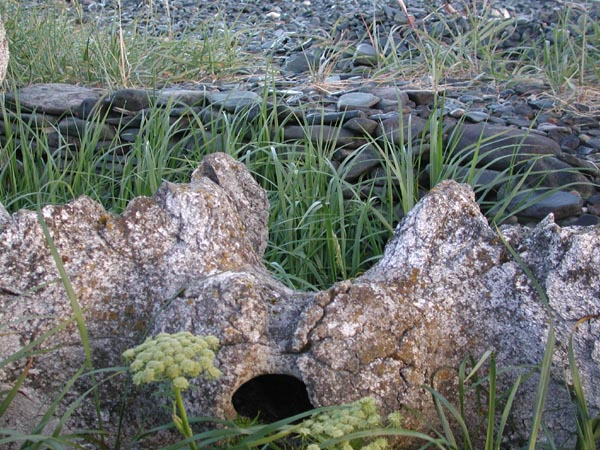
Fosse de stockage de viande